# Jovana Preković
Jovana Preković (Servisch: Јована Прековић) (Aranđelovac, 20 januari 1996) is een Servisch karateka. 
Preković won tijdens het olympische debuut van karate tijdens de 2020 de gouden medaille in de gewichtsklasse onder de 61 kilogram in het kumite. In 2018 werd ze wereldkampioene.

## Palmares
Individueel
- 2018 WK: -61kg
- 2020 OS: -61kg